# B. Reeves Eason Jr.
B. Reeves Eason Jr., o Breezy Eason nato Barnes Reeves Eason (Los Angeles, 19 novembre 1914 – Hollywood, 25 ottobre 1921), è stato un attore statunitense. Tra i primi attori bambini del cinema muto e già protagonista in numerosi film, morì per un incidente, travolto da un camion, a neanche sette anni di età.

## Biografia
Figlio del regista B. Reeves Eason e dell'attrice Jimsy Maye, B. Reeves Eason Jr. (detto "Breezy") era nato a Los Angeles il 19 novembre 1914. Data la professione dei genitori, cominciò a frequentare fin da piccolissimo i set dove questi lavoravano, debuttando con una piccola parte già all'età di due anni. 
Presto conosciuto come "Universal's Little Cowboy", tra il 1918 e il 1921 comparve in oltre una decina di pellicole in ruoli di rilievo al fianco di attori come Theda Bara, Thomas Meighan, Hoot Gibson e Harry Carey.
Riscosse un ottimo successo nel suo primo ruolo da protagonista nel film The Big Adventure (1921), diretto dal padre. 
Quando sembrava ormai avviato ad una importante carriera, morì travolto da un camion. Spesso si ripete che egli sia morto "sul set" durante le riprese del film The Fox, spirando tra le braccia del protagonista Harry Carey. In realtà l'incidente avvenne davanti alla casa di famiglia al n.1130 di North Orange Street a Hollywood nell'ottobre del 1921, quando le riprese erano già terminate, anche se il film non era ancora uscito nelle sale. L'attore Harry Carey, che al bambino si era molto affezionato, fu in effetti presente al momento della sua morte, essendosi precipitato ad assisterlo in ospedale, ma dal set di un altro film che stava in quel momento girando. Ogni tentativo di salvarlo all'ospedale risultò inutile. Mancavano solo pochi giorni al suo settimo compleanno. 
Fu sepolto all'Hollywood Forever Cemetery, uno dei primi attori ad esservi accolti.

## Riconoscimenti
- Young Hollywood Hall of Fame (1920's)

## Filmografia
La filmografia - basata su IMDb - è completa.

### Cortometraggi
- The Kid and the Cowboy, regia di B. Reeves Eason (1919)
- The Prospector's Vengeance, regia di B. Reeves Eason (1920)
- His Nose in the Book, regia di B. Reeves Eason (1920)
- The Lone Ranger, regia di Mack V. Wright (1920)

### Lungometraggi
- Gold and the Woman, regia di James Vincent (1916)
- Nine-Tenths of the Law, regia di B. Reeves Eason (1918)
- The Thunderbolt, regia di Colin Campbell (1919)
- Blue Streak McCoy, regia di B. Reeves Eason (1920)
- Pink Tights, regia di B. Reeves Eason (1920)
- Two Kinds of Love, regia di B. Reeves Eason (1920)
- The Big Adventure, regia di B. Reeves Eason (1921)
- A colpo sicuro (Sure Fire), regia di John Ford (1921)
- The Fox, regia di Robert Thornby (1921)